# Beatrice Offor

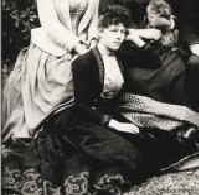
Beatrice Offor

Beatrice Offor, (Sydenham, Londen, 21 maart 1864 - Tottenham, Londen, 8 augustus 1920) was een Engels kunstschilderes. Ze maakte vooral portretten, vaak met esoterische elementen.

## Leven en werk

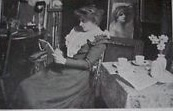
Offor in haar studio

Offor werd geboren in een gezin met tien kinderen. In 1882 ging ze naar de Slade School of Fine Art, waar ze bevriend raakte -en later een studio deelde- met Mina Bergson, zus van filosoof Henri Bergson. Offor richtte zich na het afronden van haar studie in 1885 vooral op het portretschilderen en exposeerde meermaals bij de Royal Academy of Arts. Ze werkte in een door Frederic Leighton en Edward Poynter beïnvloedde estheticistische stijl. Voor veel van haar vrouwportretten gebruikte ze haar zusters als muze. Ook portretteerde ze diverse leden van het Engelse parlement, waaronder Joseph Howard en Sir Ralph Littler
Onder invloed van Mona Bergson, die huwde met de occultist Samuel Liddell MacGregor Mathers, oprichter van de obscure Golden Dawn, zou Offor ook veel esoterische elementen in haar portretten verwerken. Het meest bekend is wel The Christal Gazer, waarvoor Bergson (die zich inmiddels Monia Mathers was gaan noemen) persoonlijk poseerde.
Offor huwde in 1892 met de beeldhouwer William Farrar Littler. Ze kreeg twee zonen die beide echter kort na de geboorte stierven. In 1899 overleed ook haar man. In 1907 hertrouwde ze en werd zo stiefmoeder van drie kinderen. In 1919 werd ze ernstig depressief en een jaar later pleegde ze zelfmoord door uit een raam te springen, 56 jaar oud. Haar stiefzoon schonk 39 schilderijen uit haar studio aan Bruce Castle te Tottenham, waar tegenover ze woonde en in welke collectie ze zich nog steeds bevinden. In 2013 vond er een retrospectieve tentoonstelling plaats van haar werk.

## Galerij

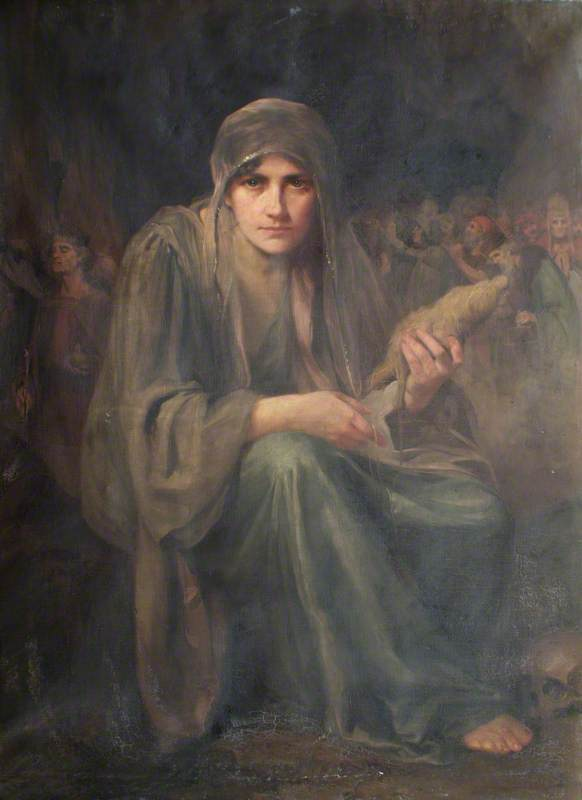
Destiny
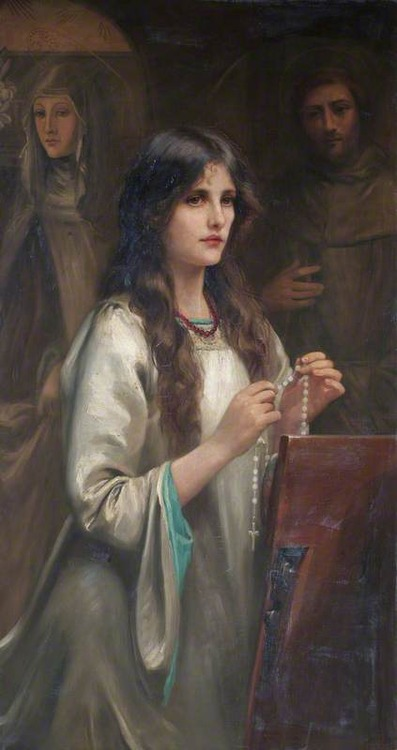
The Rosary
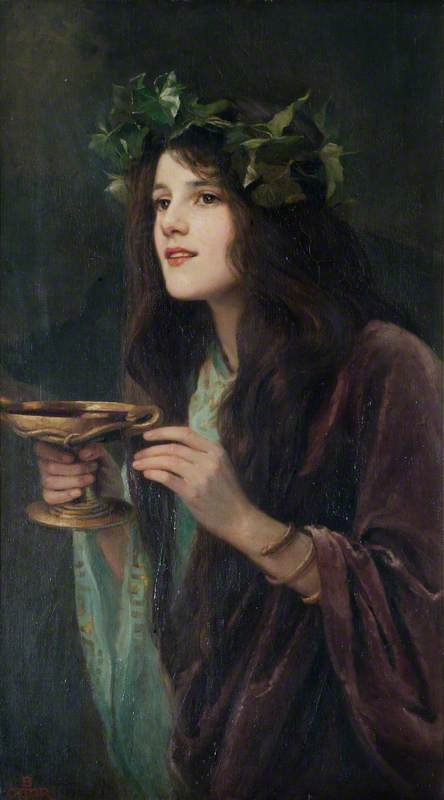
Circe
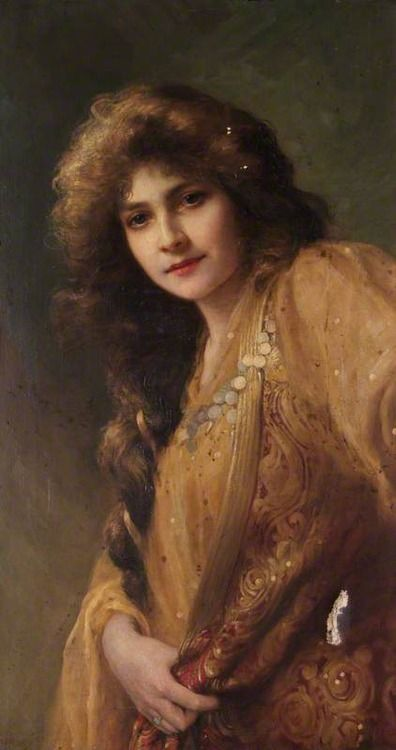
Aglaie
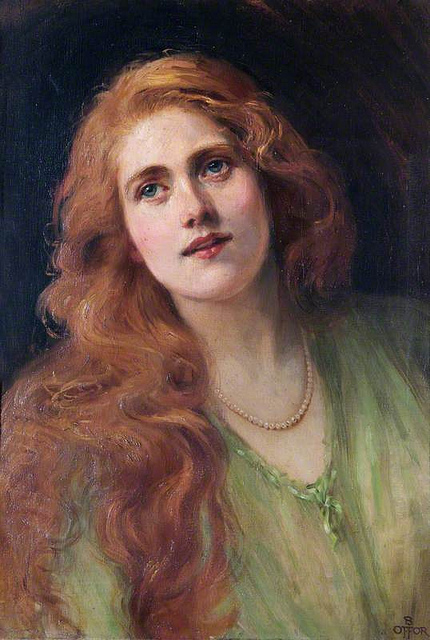
Miss B.S.
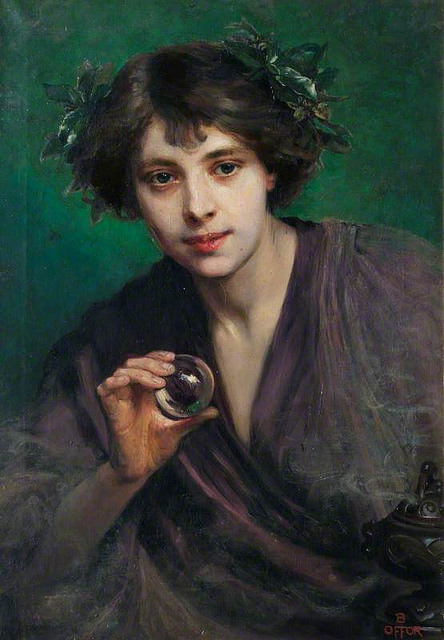
The Christal Gazer